# Ilian Nedkov
Ilian Nedkov   (Svalenik, 18 de març de 1958) és un judoka búlgar, ja retirat, que va competir durant les dècades de 1970 i 1980.
El 1980 va prendre part en els Jocs Olímpics d'Estiu de Moscou, on guanyà la medalla de bronze en la competició del pes semi lleuger del programa de judo.
En el seu palmarès també destaca una medalla de bronze en el Campionat d'Europa de judo de 1981. Una vegada retirat va exercir d'entrenador, entre d'altres, de la selecció nacional búlgara entre el 2006 i el 2010.